# 艾蜜莉·奧斯特
艾蜜莉·奧斯特(Emily Oster，1980年-)是一位美國的經濟學家，2002年和2006年在美國哈佛大學獲得經濟學碩士和博士學位，現任職於美國芝加哥大學經濟學系擔任助理教授。
艾蜜莉·奧斯特最有名的一篇論文莫過於其在2005年於哈佛大學攻讀博士時，發表的“Hepatitis B and the Case of the Missing Women”，唯在2008年4月發表一篇論文草稿承認該篇論文引用的數據不足以支持其的假設，是一錯誤論文。
艾蜜莉·奧斯特目前的工作重心為非洲愛滋病研究。

## 童年
在艾蜜莉·奧斯特仍在學走路時，她的雙親發現艾蜜莉·奧斯特在獨處時會不斷重複父母的言論。其雙親用錄音機將艾蜜莉·奧斯特的此言論側錄並將之送給心理和語言學家作分析。艾蜜莉·奧斯特的言論被廣泛作為研究並發表成論文，學者認為一位天才在其幼兒時，會出現不斷的重複父母的對話或言論的情形。學界的多篇研究報告在1989年集結發表成Narratives from the Crib一書，書中的主角“艾蜜莉”即為艾蜜莉·奧斯特。

## Hepatitis B and the Case of the Missing Women
“Hepatitis B and the Case of the Missing Women”是艾蜜莉·奧斯特在哈佛大學的博士論文，論文的主旨認為亞洲地區傳統以來男女比失衡的情形，主因並不是眾人所知的重男輕女觀念造成的墮胎、殺嬰和歧視性養育，而是和亞洲國家盛行B型肝炎有關。認為B型肝炎帶原者的婦女比一般婦女生下男嬰的機會高1.5倍，自然的使男女比失衡。此篇論文因為顛覆傳統學界對男女比失衡的原因認知，而受到廣泛的注意，因為並無醫學上的直接證據故也受到質疑。
國立台灣大學經濟學系的林明仁(Ming-Jen Lin)副教授和駱明慶(Ming-Ching Luoh)教授於2008年在美國經濟學刊(American Economic Review)發表論文“Can Hepatitis B Mothers Account for the Number of Missing Women? Evidence from Three Million Newborns in Taiwan”反駁B型肝炎造成男女比失衡的論點。1986年起台灣全面要求剛出生嬰兒接種B型肝炎疫苗，並對懷孕婦女進行B型肝炎帶原檢驗，若被檢驗出B型肝炎病毒為陽性反應者，新生兒必須在出生後12小時內接種免疫球蛋白，因為此項措施使得台灣衛生署疾病管制局保有自1988年來B型肝炎帶原的懷孕婦女數據(1986-1987年數據遺失)。論文根據此項數據，證實B型肝炎帶原婦女和正常婦女的新生兒男女比並無顯著差異，和艾蜜莉·奧斯特的論點相左。
2008年4月，艾蜜莉·奧斯特發表一篇論文草稿“Hepatitis B Does Not Explain Male-Biased Sex Ratios in China”，在蒐集新的來自中國數據且分析後，承認研究的結論是錯誤的，B型肝炎並無法解釋男女比失衡。